# 徐玉玉案
徐玉玉电信诈骗案，又称徐玉玉诈骗案、徐玉玉电信诈骗案、徐玉玉事件，是2016年8月发生在中国山东省临沂市的一起电信诈骗案件，受害人徐玉玉被骗后鬱結過度，導致心脏骤停，最终抢救无效死亡。案发后，公安部门成立专案组，对该案进行全面调查。8月26日，中华人民共和国公安部表示对该案高度重视，并查明此案为六名犯罪嫌疑人所为。同日，福建公安机关将嫌犯陈福地、郑金锋抓获，广东公安机关将嫌犯黄进春抓获；其余嫌犯陈文辉、熊超、郑贤聪在逃，公安部发布A级通缉令公开通缉。次日，随着最后一名嫌犯郑贤聪投案自首，该案全部涉案嫌疑人悉数到案。
2017年7月19日，山东省临沂市中级人民法院一审宣判，主犯陈文辉一审因诈骗罪、非法获取公民个人信息罪被判无期徒刑，没收个人全部财产，其他六名被告人被判15年到3年不等的有期徒刑并处罚金。

## 过程

### 被骗
2016年8月19日，徐玉玉的母亲接到了骗子的电话，对方声称有2600元助学金，並说这是发放助学金的最后一天，但需要将其原有的9900元通过ATM取出，以此来激活银行卡，再將原有的钱汇入一个指定账号，到时候将助学金和原有的钱一起取出。徐玉玉照做了，骗子随后关机，9900元学费被全部骗走。当晚，徐玉玉报警后在派出所回来的路上，因鬱結過度，導致心脏骤停，最终于2016年8月21日晚上9点30分左右因抢救无效去世。

### 破案和拘捕
案件被媒体曝光后，临沂警方成立专案组，对该案进行全面调查。中华人民共和国公安部对此案件很重视，组织多省的警察部门展开调查行动，除了公布了骗子的信息及悬赏五万元捉拿犯罪嫌疑人，并于8月26日向全国发布了A级通缉令。部分律师认为，此案的犯罪嫌疑人按中华人民共和国的法律最高可判处无期徒刑。同日福建公安机关将嫌犯陈福地、郑金锋抓获，广东公安机关将嫌犯黄进春抓获。8月27日，泉州公安机关抓获嫌犯熊超，陈文辉投案自首。8月28日，最后一名犯罪嫌疑人郑贤聪向警方投案自首，此案告破。
警方后来查实，六名犯罪嫌疑人在江西九江假冒教育局和财政局工作人员拨打诈骗电话。从2016年8月开始的一个月时间内，六人以助学金诈骗累计诈骗3万多元，最大的一笔就是徐玉玉案中的9900元。诈骗团伙在作案时，还找到了以助学金为名对学生进行诈骗的剧本，作案时用的手机卡、银行卡都没有实名。此外，警方还赶到成都将在QQ群里向陈文辉出售考生信息的杜天禹抓获。9月30日，山东省临沂市罗庄区人民检察院对涉案的7名犯罪嫌疑人依法作出批准逮捕。
2017年4月17日，最高人民检察院发布消息称，徐玉玉案经山东省临沂市人民检察院审查终结后，已于当日向临沂市中级人民法院依法提起公诉。

### 审理
2017年6月27日，该案在山东省临沂市中级人民法院一审公开开庭审理，陈文辉、郑金锋、黄进春等7名被告人均表示认罪悔罪。2017年7月19日，山东临沂中级人民法院一审宣判，主犯陈文辉一审因诈骗罪、非法获取公民个人信息罪被判无期徒刑，没收个人全部财产，其他六名被告人被判15年到3年不等的有期徒刑并处罚金。其后被告人陈文辉、黄进春、陈宝生不服此判决，以“量刑过重”为由提出上诉。山东省高级人民法院已于8月2日立案受理此案，并组成合议庭进行二审审理。9月15日，山东省高级人民法院委托临沂市中级人民法院宣判并送达了第二审刑事裁定书，裁定驳回陈文辉、黄进春、陈宝生三人的上诉，维持原判。
2017年8月24日，山東省臨沂市羅莊區人民法院一审宣判，该案黑客杜天禹被法院判處非法獲取公民個人資料罪，罪名成立，判处有期徒刑6年，並處以罰金6万元人民幣。

## 涉案人物

### 受害人
徐玉玉（1998年3月27日－2016年8月21日，18岁），山东省临沂市罗庄区高都街道中坦社区人。生前毕业于临沂第十九中学文科实验班，为该班的英语课代表。她的成绩常年保持在班级前五名，甚至一度冲上全市前20名。2016年高考结束后，徐玉玉以568分的成绩，被南京邮电大学英语专业录取。徐玉玉生前身体健康，并无重大疾病，其家庭贫困，母亲李自云腿部残疾，全家开销只靠父亲徐连彬在村子附近的建筑工地打零工。徐玉玉的姐姐名叫徐林，她从中国海洋大学本科毕业后，远赴新加坡的化工厂工作。在案发前的8月17日，徐连彬他带着女儿到区教育局办理了针对贫困学生的助学金申请。8月18日，教育局通过电话表示钱过几天就能发下来。同日，徐连彬借了亲戚一部分钱，带着女儿到银行存款，其中学费8000元人民币，生活费2000元人民幣，一共1万元人民幣。她的这笔学费是一家人省吃俭用大半年才凑出来的。

### 嫌犯
- 陈文辉（1994年12月10日－，案发时21岁，下同），福建省安溪县白濑乡下镇村人，为该案的头号嫌犯。陈文辉的父母是庄稼人，以种茶叶为生。他中学初中未毕业便辍学在家，因为觉得種茶叶没办法解决生活的困境，做了一段时间就放弃，其后一直在外打工。他于19岁时结婚，现有二孩[24][25][26]。
- 熊超（1997年10月28日－，18岁），重庆市丰都县三合街道啄木嘴村人。父亲为熊昌华，是他们家的二儿子。2岁时移居福建，拘捕前仅回过重庆两次，其中一次是为了补办身份证[24][26][27]。
- 陈福地（1987年9月27日－，28岁），福建省安溪县白濑乡下镇村人[26]。
- 郑金锋（1987年11月5日－，28岁），福建省永春县达埔镇乌石村人。早年随父搬到达山村生活，后来父亲逝世后，仅剩他一个人生活，拘捕前在南安市仑苍镇的水管抛光生产线当学徒，有一儿一女[26]。
- 黄进春（1981年8月10日－，35岁），福建省安溪县湖头镇下坑村人[26]。
- 郑贤聪（1990年1月25日－，26岁），福建省永春县达埔镇达山村人。小学三四年级辍学在家，家中房子为未完工的2层小楼。曾与一女人结婚，后离婚。育有一儿一女[26][28]。
- 杜天禹（18岁），四川省宜宾市人，家住宜宾南岸某小区，性格内向。上初一时，家里就给他买了电脑，从此他就对电脑着迷。在初中二年级时，由于经常不完成作业，老师建议送他到管理更严的学校上学。于是，母亲吴女士将儿子送到私立学校又上了一年初二，此后他不再上学，到新华电脑学校培训了一年。17岁时通过了北京某科技公司的技术考试，前往中关村某科技公司工作，月薪超过5000元[17]。

## 被骗原因
徐玉玉的同学认为，这一案件有很大的巧合成分，因为徐玉玉曾报名参加了一个名为“泛海助学山东行动”的资助活动，被骗前一日正是他们给徐玉玉打过电话，要给她发放正规的助学金，而正巧一天后骗子的诈骗电话打来，而行骗方式又是通过助学金，因此才使得徐玉玉被骗。

## 相关衍生问题

### 骗子号码是否实名的问题
在本案中，骗子所使用的手机号码为17185336302，属于虚拟运营商遠特通信的号码。由于一些虚拟运营商的号段疏忽监管，因此也使得不少诈骗分子可以通过匿名的方式购买这些号码的手机卡，也因为这个原因导致多人接到这些号码的手机号受騙。为此公安部發出緊急呼籲，指接獲170、171兩個字頭的電話需特別小心。8月25日，远特通信官方微信公众号发布消息称，该案中使用的171手机号于2016年初開卡，有完整的实名登记信息。但该公司自2015年11月至2016年4月底总共关停23280个号码，在60202个被关停的虚拟运营商号码中占比最大，达39%。
2019年9月，北京警方将远特通信董事长及创始人王磊、公司高层李某、岳某等人抓获。2021年4月26日，因涉嫌犯拒不履行信息网络安全管理义务罪，董事长王某及部分高管被法院一审判处1年10个月至1年4个月的有期徒刑或拘役，同时亦是中华人民共和国电信运营商因监管不到位，造成电信诈骗犯罪严重的第一起判例。

### 或涉及信息泄露
有媒体报道称该案也涉及信息泄露，3個營銷商聲稱有大中小學生的詳細個人信息出售，而信息來自政府教育部門。但案发之后，当地教育部门工作人员表示“绝无可能”，并表示“所有申请助学金的材料在收取归档后会直接递交给上级部门”。
警方后来发现，2016年4月，嫌疑人杜天禹利用安全漏洞侵入“山东省2016高考网上报名信息系统”网站，下载了60多万条高考考生信息，高考结束后开始在网上非法出售，总计获取赃款5万多元，其中就包括徐玉玉的个人信息。

## 相关评论
英国广播公司中文网援引澎湃新聞的報道，由于教育機構信息安全投入的不足，导致了该案的发生，并评论称“信息保護不能光靠自己”
光明网评论员称，要将更多的注意力投放到农村价值观和文化建设上来。
新华网点评称，若每一起诈骗案都受到像“徐玉玉案”一样的重视，电信诈骗的猖獗势头必然能得到有效遏制。
《南方都市报》发表社论称要“通过徐玉玉案催生一个‘徐玉玉条款’”；而《华商报》发表评论称，只有将诈骗者和信息泄露者一个不漏地绳之以法，才能“法网恢恢，疏而不漏”。
《南华早报》社评称，這次徐玉玉事件造成的影響卻不同往年：錢財被騙導致花季生命隕落，讓電信詐騙引起社會各界的關注。倘若有關部門對這些詐騙案置之不顧或處理不周，可能會掀起更嚴重的信任危機，撕裂社會。
《北京青年报》社评称，电信运营商必须履行管理职责，付出相应的监管成本，提高技术水平，降低诈骗电话的呼出总量；有关主管部门必须督促运营商承担起自身的社会责任，给电信诈骗踩下刹车。
《法制日报》社评称，骚扰电话的监管，涉及多个职能部门，需要各部门之间相互协调，通力配合。
《东方日报》社评称，保护个人讯息，首要必须从执法部门做起，执法部门必须依法进行监控，并有第三者的监察。

## 相关争议
部分网友认为，警察在之前的案件中称电信诈骗类案件破案难度大，而这次出了命案引起关注后被如此迅速的破获从而怀疑警察在之前的办案中有敷衍了事的嫌疑。

## 后续
由于该案正值针对大学新生诈骗的高发期，因此南京东南大学的新大学生们需要接受防诈骗理论知识课，并通过防诈骗理论知识考试才能入学。另外，同样位于临沂的臨沭縣大二男生宋振寧，也因为接到詐騙電話，向對方轉賬2000元，結果因心臟驟停不幸去世。。
据检察日报称，山东省临沂市罗庄区检察院已成立专案组，将适时介入案件办理。
中华人民共和国国务院总理李克强在9月1日的国务院常务会议上强调，在打击“伪基站”等犯罪行为的同时，相关部门、机构要切实维护信息安全，加强人员管理，坚决杜绝个人信息泄露等问题。
中共中央政治局委员、中央政法委书记孟建柱在上海考察时指出，要严厉打击泄露或非法获取公民个人信息犯罪活动，切断电信网路诈骗的“黑色产业链”。